# مكتبة النور العثمانية
مكتبة النور العثمانية (بالتركية: Nuruosmaniye Kütüphanesi)‏ هي مكتبة تقع في منطقة جاملي تاش في مدينة إسطنبول.
تحوي المكتبة على مجموعة قيمة من المخطوطات القديمة والكتب الحديثة.